# Bartoszówka (Basse-Silésie)
Pour les articles homonymes, voir Bartoszówka.
Bartoszówka est une localité polonaise de la gmina de Leśna, située dans le powiat de Lubań en voïvodie de Basse-Silésie.